# Enigma (游戏)
《Enigma》是一个基於《Oxyd》的运输解谜电子游戏，以GPL授權協議發行。《Oxyd》停止更新後，《Enigma》作為一個開源二次作品廣受好评。
《Enigma》關卡的地形用Lua脚本编写，採取邏輯益智游戏的形式，儘管它往往也需要快速灵活使用定點设备。此外，《Enigma》有关卡编辑器。 
《Enigma》一開始有563個關卡（稱為“地形”），但是它還包括20个训练用的、149個从各种《仓库番》中获取的、151個从 《Oxyd》游戏获取的、91個从《Oxyd》的续篇 《Esprit》取得的，合計974個。除此之外，《Enigma》還可以讀取《Oxyd》，能夠額外增加550個關卡。《Enigma》虽然沒有《Oxyd》的一些特性，但是大多關卡還是可以正常遊玩的。
不像《Oxyd》一樣，《Enigma》 目前不支持多人游戏，不过双人關卡也可以当作单人關卡遊玩。《Enigma》可以在Mac OS X、GP2X、Microsoft Windows和Linux（附有为各种发行版准备的软件包）遊玩。
根據遊戲內的資料，截至2010年12月，只有一個人完成了这个游戏的所有關卡。

## 玩法
《Enigma》有1000多個关卡，可以以任何顺序遊玩。玩家用鼠标控制一个或多个球，跟關卡互動。這些關卡歸入兩類之一：Oxyd和Meditation。 

### 评分系统
《Enigma》包含评分系统，監測玩家完成關卡的速度。完成關卡後，遊戲會顯示該關卡的"个人记录"。每一個關卡都有两個记录可以嘗試超越：PAR（即最少步數，来自高尔夫中的同名概念）和世界纪录。 

## 其他
- 重要开源游戏列表